# Vista härad
Vista Härad var ett härad i Jönköpings län i norra Småland. Häradet motsvarar smålandet Vista, som var ett av de små landen som så småningom kom att bilda dagens Småland. De små landen i Småland kallas också ”folkland” av nutida forskare, även om det fornsvenska och fornisländska ordet “folkland” inte används i medeltida källor om de småländska landen.
Vista härad motsvarar idag en del av Jönköpings kommun. Häradets areal uppgick till 308 km², varav land 285. 1930 fanns här 7 060 invånare.  Tingsplats var till 1891 Gränna och därefter Jönköping.

## Namnet
Häradsnamnet skrevs 1291 in Wyst och 1381 i Vistbohæradhe. Det betyder "Vistbornas härad". Vist anses ursprungligen syfta på ett vattendrag, "den slingrande".

## Socknar
Vista härad omfattade fyra socknar.
- Gränna
- Skärstad
- Visingsö
- Ölmstad

Gränna stad hade egen jurisdiktion (rådhusrätt) till 1936 varefter den ingick i detta härads tingslag.

## Geografi
Området för Vista härad är huvudsakligen en sjörik, skogtäckt och starkt kuperad urbergsplatå, på flera ställen mer än 300 meter över havet. Norrut vidtar Hålavedens gränsskog. Mot Vättern stupar platån brant, norr om Gränna dock skild från sjön av en bördig slättremsa av samma karaktär som Visingsö i Vättern.
I häradet finns flera medeltida borg- och slottsruiner: Brahehus i Gränna socken samt Näs slott och Visingsborg i Visingsö socken. Senare sätesgårdar var Visingsborgs kungsgård (Visingsö socken), Vretaholms säteri (Gränna socken), Västanå säteri (Gränna socken), Östanå herrgård (Gränna socken), Aranäs herrgård (Gränna socken) och Lyckås säteri (Skärstad).

## Län, fögderier, tingslag, domsagor och tingsrätter
Socknarna ingick och ingår i Jönköpings län. Församlingarna tillhör(de) från 1607 Växjö stift.
Häradets socknar hörde till följande fögderier:
- 1720-1945 Tveta, Vista och Mo fögderi
- 1946-1966 Tranås fögderi
- 1967-1990 Jönköpings fögderi

Häradets socknar tillhörde följande tingslag, domsagor och tingsrätter:
- 1680-1890 Vista tingslag i
  - 1680-1799 Södra Vedbo, Norra Vedbo och Vista häraders domsaga
  - 1799-1890 Tveta, Vista och Mo domsaga
- 1891-1970 Tveta, Vista och Mo domsagas tingslag i Tveta, Vista och Mo domsaga

- 1971- Jönköpings tingsrätt och domsaga

## Häradshövdingar
| Ämbetstid | Namn                                     | Levnadstid |
| --------- | ---------------------------------------- | ---------- |
| 1411      | Esbjörn Kristiernsson Djäkn              |            |
| 1432–1434 | Nils Matsson (tre bjälkar)               |            |
| 1462      | Lars Nilsson                             |            |
| 1470–1474 | Birger Körning                           |            |
| 1480      | Lars Svensson (Bölja)                    |            |
| 1482–1492 | Magnus Sunesson                          |            |
| 1532–1537 | Påvel Birgersson (Halvhjort av Älmtaryd) |            |
| 1537–     | Erik Månsson (Ulfsparre)                 |            |
| 1595–1609 | Arvid Pedersson (Kåse)                   |            |